# 小行星9924
小行星9924（英語：9924）是一颗围绕太阳公转的小行星。1981年3月2日，舒爾特·巴斯在赛丁泉山发现了此天体。
这颗小行星的绝对星等为51.97062168805669等。